# ТЕЦ Анна
50°2′43″ пн. ш. 18°23′42″ сх. д. / 50.04528° пн. ш. 18.39500° сх. д.
ТЕЦ Анна – теплоелектроцентраль на півдні Польщі, за п’ять десятків кілометрів на південний захід від Катовиць.
У 1917 році для забезпечення потреб вугільної шахти «Анна», розташованої поблизу містечка Пшув, запустили електростанцію, котра мала вісім парових котлів Garbe та дві турбіни AEG потужністю по 5,8 МВт.
В 1931-му одну з турбін AEG замінили на турбіну WUMAG суттєво більшої потужності – 12,8 МВт. А між 1940 та 1949 роками замість старих котлів змонтували чотири нових, постачені компаніями  Wiesner (один) та Borsig (три).
Станом на середину 2010-х на майданчику припинилось генерування електроенергії, проте він продовжував діяти як котельня з потужністю 40,3 МВт.